# كنيسة تجلي الرب للروم الأرثوذكس
كنيسة تجلي الرب للروم الأرثوذكس (بالإنجليزية: Church of Transfiguration)‏ هي كنيسة بناها الأب متري إلياس قسيس في مدينة رام الله، الدولة العثمانية عام 1807. بعد فترة بسيطة اتّضح أنّ الكنيسة صغيرة مقارنة بالنّمو السّكاني، لذلك بدأوا ببناء كنيسة جديدة عام 1850 على الطراز البيزنطي، وتم تدشينها عام 1852. تحتوي الكنيسة على أواني مقدسة وأيقونات قديمة يعود تاريخ بعضها إلى عام 1830، نُقلت إليها بعد تدمير كنائس صغيرة في رام الله نتيجة للاضطهاد والعديد من الحروب.